# Psilocerea arabica
Psilocerea arabica là một loài bướm đêm trong họ Geometridae.